# Triplectides ultimus
Triplectides ultimus är en nattsländeart som beskrevs av Ralph W. Holzenthal 1988. Triplectides ultimus ingår i släktet Triplectides och familjen långhornssländor. Inga underarter finns listade i Catalogue of Life.